# Aurach
Aurach è un comune di 2 936 abitanti della Baviera, in Germania.

Appartiene al circondario (Landkreis) di Ansbach (targa AN).